# 朴珍英
朴珍英（韩语： Bak Jinyeong，1997年4月14日—）生于仁川广域市，是一名韩国女子游泳运动员，主攻蝶泳。她的姐姐Park Jin-ah同样也是游泳选手。两人从小便开始接触游泳运动，起初两人的父亲反对孩子游泳，后来两人游出不错的成绩后，父亲开始支持两人从事游泳运动。朴珍英于2014年参加南京青奥，最好名次为女子200公尺蝶泳的第四名，两年后，她又出战里约奥运，获得女子200公尺蝶泳第21名。